# Première épître aux Thessaloniciens
La Première épître aux Thessaloniciens est un livre du Nouveau Testament.

## Histoire
Ce texte fait partie des sept épîtres reconnues comme authentiquement rédigées par Paul.
L'épître est envoyée par l'apôtre Paul, depuis la ville de Corinthe, à l'Église de Thessalonique, au cours de sa première visite en Europe. Selon toute vraisemblance, elle a été écrite en 50-51. De ce fait, il s'agit du plus ancien écrit du Nouveau Testament.
Son œuvre en Thessalonique est décrite dans Actes 17. Il voulait y retourner mais ne put le faire (1 Th 2:18). Il envoya donc Timothée réconforter les convertis et leur dire comment il allait. Il écrivit la Première épître pour exprimer sa gratitude lors du retour de Timothée.
Cette épître est jugée authentique par les spécialistes.

## Résumé
Paul a écrit 1 Thessaloniciens aux membres de l’Église de Thessalonique. Thessalonique était la ville la plus peuplée et la plus prospère de l’ancien royaume grec de Macédoine, et ce en raison de deux particularités importantes : la ville est construite sur le meilleur port naturel de la mer Égée et elle se trouve sur la principale route qui relie Rome à l’Asie.
Pendant le deuxième voyage missionnaire de Paul, ses compagnons (Silas, Timothée et Luc) et lui sont conduits par l’Esprit à traverser la mer Égée pour se rendre en Macédoine (voir Actes 16:6-12). C’est le début de la prédication de l’Évangile en Europe. Après avoir prêché à Philippes (voir Actes 16:12-40), Paul et Silas se rendent à Thessalonique.
Là, Paul œuvre avec Silas, mais les dirigeants juifs les forcent à quitter la ville (voir Actes 17:1-9). Plus tard, Timothée rapporte à Paul que les saints de Thessalonique sont restés fidèles malgré la persécution et que leur influence juste se propage (voir Actes 18:5 ; 1 Thessaloniciens 1:7-8; 3:6-8).
Les convertis de Thessalonique font partie des premiers Européens à accepter l’Évangile, ce qui leur vaut des persécutions. Ils ont aussi beaucoup de questions au sujet de la Seconde Venue. C’est pourquoi, dans sa lettre aux Thessaloniciens, Paul écrit afin de les encourager et de les fortifier et répond à leurs questions sur la seconde venue de Jésus-Christ.

### Soutien de Paul à l'église de Thessalonique
Après des actions de grâce  (1,1-3) et la louange des mérites de l'église de Thessalonique (1,4-10), Paul rappelle la manière dont il les a évangélisés (2,1-12).
Malgré les obstacles, leur foi est pour lui une source de joie et de gloire (2,13-20).
N'ayant pu venir les visiter lui-même pour les affermir dans la foi, il leur a envoyé Timothée qui lui a rapporté de bonnes nouvelles à leur sujet (3,1-9). Par sa prière, Paul continue à les soutenir  (3,10-13).

### Enseignements sur le comportement des chrétiens
Paul leur rappelle certains préceptes relatifs à la maîtrise du corps et de ses passions (4,1-5), à l'honnêteté et au désintéressement  (4,6-8), à l'amour fraternel (4,9-10) et au travail (4,11-12). Il les enseigne ensuite sur la résurrection des morts (4,13-15) et sur la venue du Seigneur (4,16-18), dont il développe le contexte et la préparation  (5,1-11). Il termine sa lettre par des recommandations diverses (5,12-25) puis des salutations (5,26-28).

## Antijudaïsme
Un passage de l'épître est souvent cité comme une des sources de l'antijudaïsme chrétien (2, 15) : « Ce sont ces Juifs qui ont fait mourir le Seigneur Jésus et les prophètes, qui nous ont persécutés, qui ne plaisent point à Dieu, et qui sont ennemis de tous les hommes ».